# 290127 Лінакостенко
290127 Лінакостенко (290127 Linakostenko) — астероїд головного поясу, відкритий 29 серпня 2005 року в Андрушівці.
Відповідно до стандартної зоряної величини 14,9, діаметр астероїда оцінюється у 3–6 км (за умови, що його альбедо лежить у межах 0,05–0,25).
Тіссеранів параметр щодо Юпітера — 3,008.